# Waldkirchen an der Thaya
Waldkirchen an der Thaya je městys v Rakousku ve spolkové zemi Dolní Rakousy v okrese Waidhofen an der Thaya. Žije v něm 535 obyvatel (podle sčítání z roku 2016).
V místní části Fratres je hraniční přechod do Česka, a to do Slavonic.

## Poloha
Městys Waldkirchen an der Thaya se nachází v severozápadní části spolkové země Dolní Rakousy, v blízkosti českých a moravských hranic. Jeho rozloha činí 42,69 km², z nichž 31,46 % je zalesněných. Obcí protéká Slavonický potok a trochu na jih se vlévá do Dyje, přesněji do Německé Dyje (německy Deutsche Thaya). 

### Členění
Území městyse Waldkirchen an der Thaya se skládá ze sedmi částí (v závorce uveden počet obyvatel k 1. 1. 2015):
- Fratres (22)
- Gilgenberg (37)
- Rappolz (82)
- Rudolz (65)
- Schönfeld (51)
- Waldhers (96)
- Waldkirchen an der Thaya (180)

## Správa
Starostou městyse je Rudolf Hofstätter. V patnáctičlenném obecním zastupitelstvu je 13 členů strany ÖVP a dva členové strany SPÖ.

## Památky a turismus
- Farní kostel sv.Martina ve Waldkirchenu je v jádru románský a byl barokně upraven. Jeho věž byla postavena v letech 1713 až 1715.
- Kostnice jihovýchodně od kostela byla postavena v roce 1773.
- Na hřbitově ve Waldkirchenu je památník sudetských Němců z Jihlavy, a také pamětní deska válečným padlým z Jihlavy.
- Zámek Gilgenberg je pozdně renesanční stavba, je přestavbou dřívější tvrze.
- Ve Fratres je Museum Humanum (sbírka  Petera Coretha).[1] [2]
- Po náspu zrušené železnice Thayatalbahn vede cyklostezka Thayarunde.

## Galerie

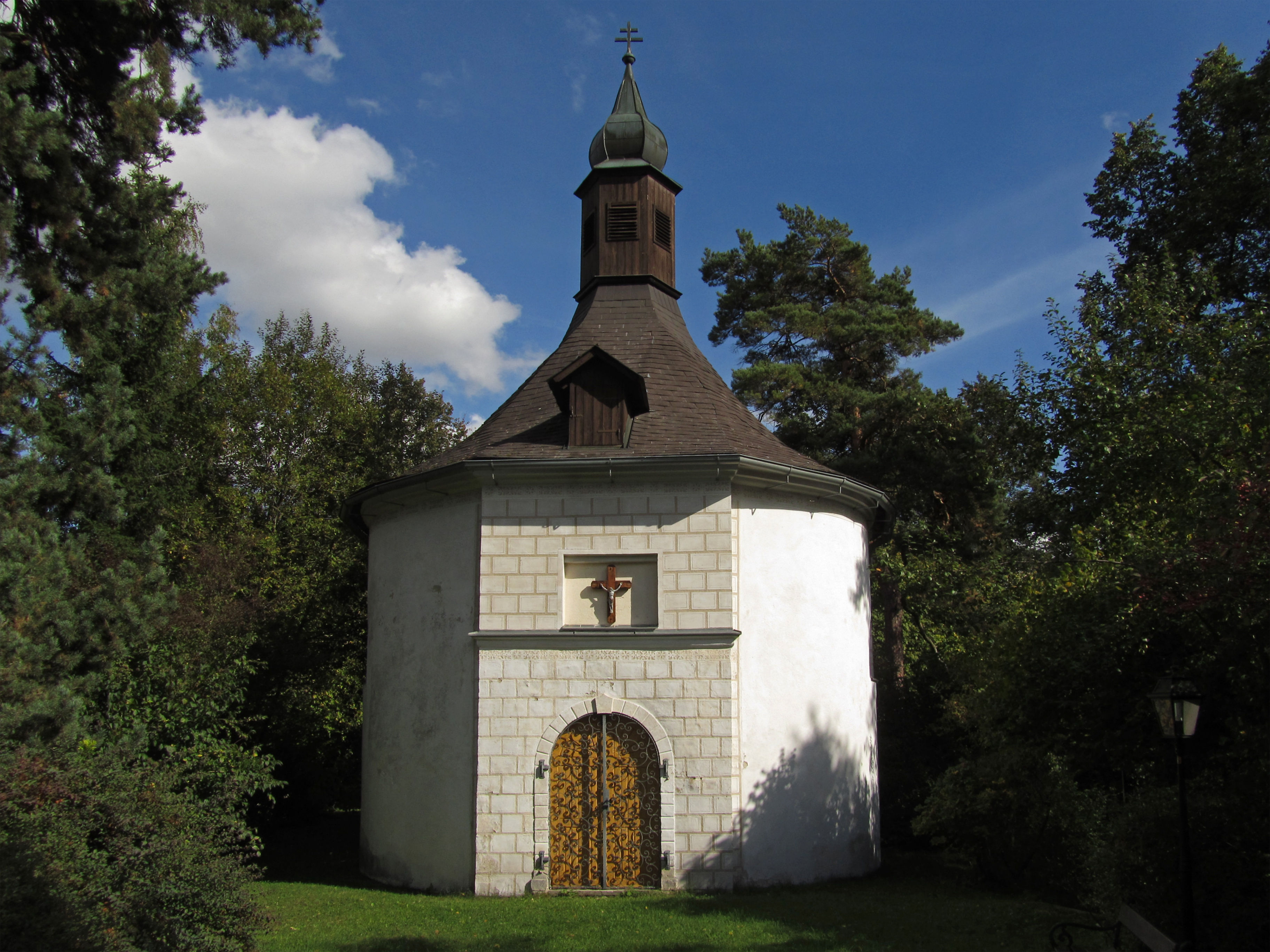
Kaple v Gilgenbergu
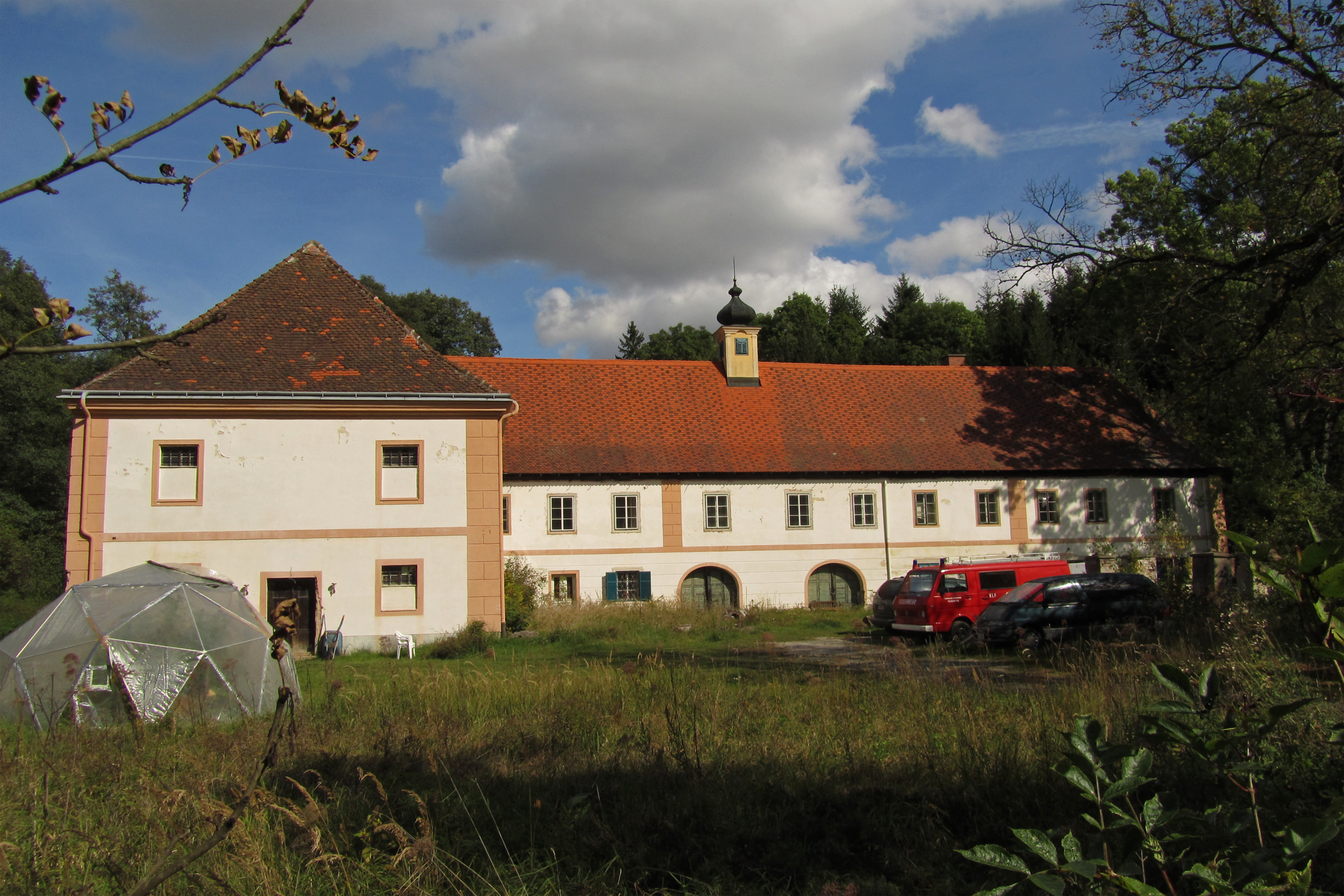
Zámek v Gilgenbergu
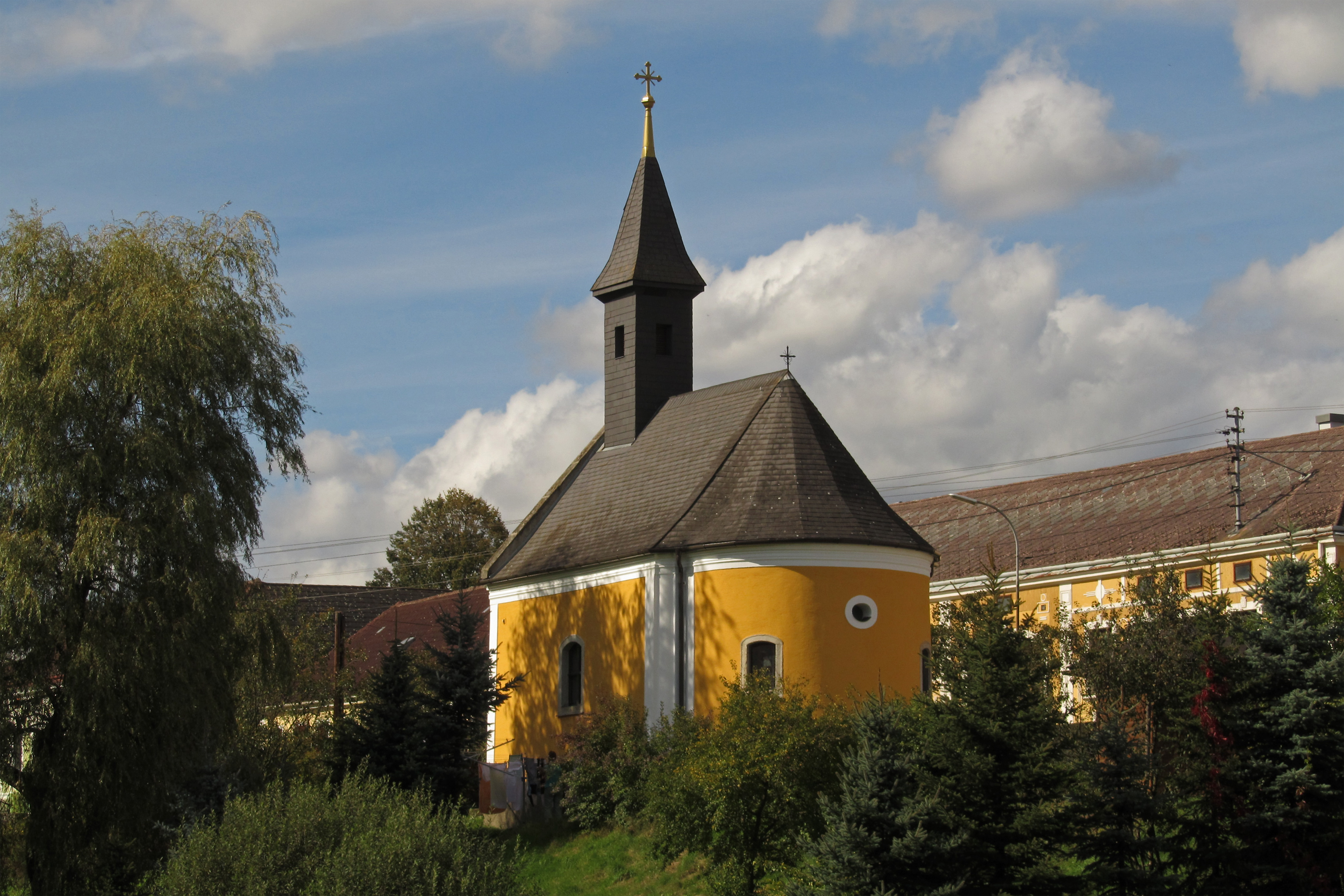
Kaplička v Schönfeldu
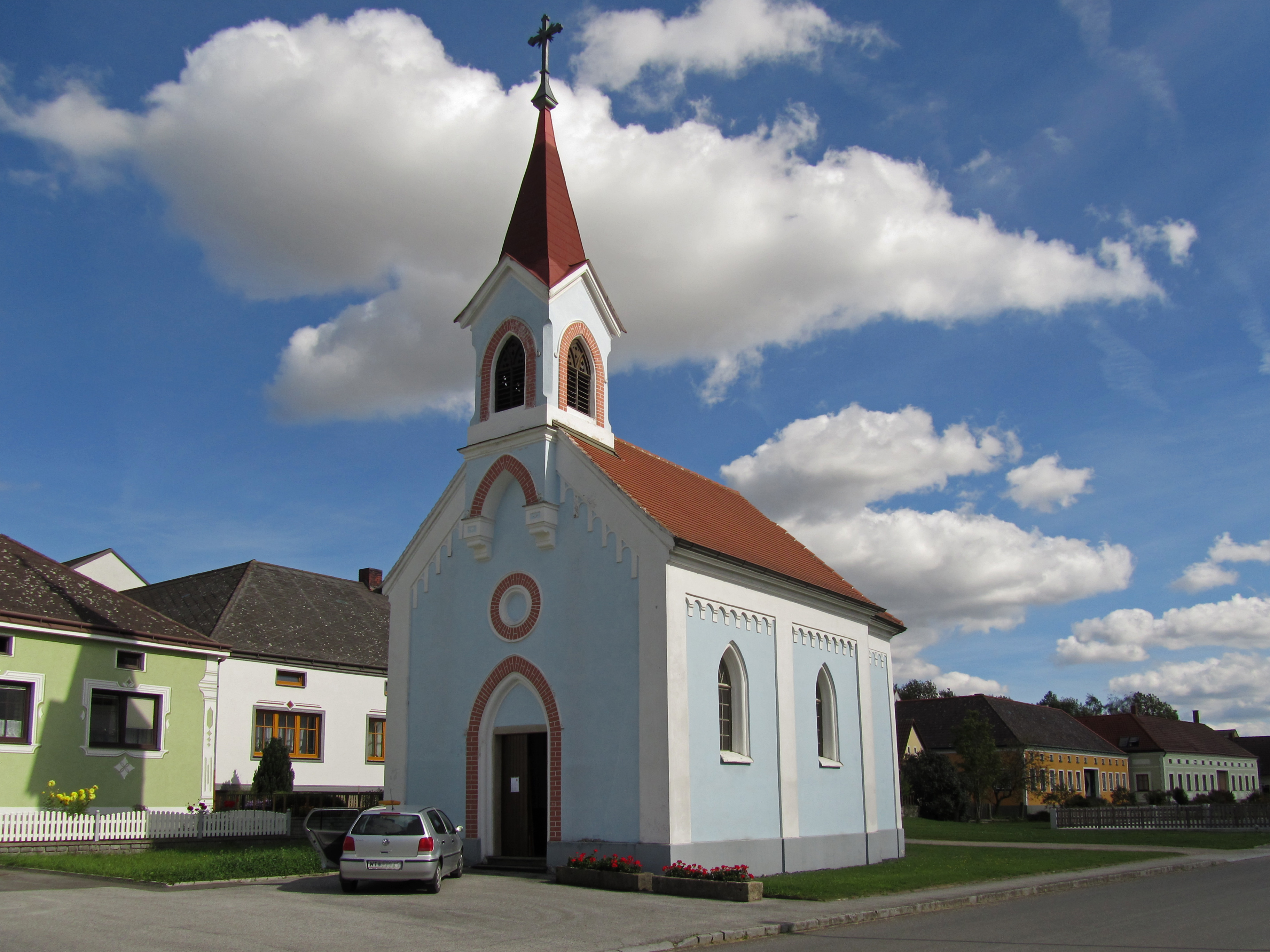
Kaplička sv. Bartoloměje ve Waldhers